# Michel Raynaud
Michel Raynaud (* 16. Juni 1938 in Riom; † 10. März 2018) war ein französischer Mathematiker, der sich mit algebraischer Geometrie beschäftigte.

## Leben
Raynaud studierte ab 1958 an der École normale supérieure und war in den 1960er Jahren ein Schüler und enger Mitarbeiter von Alexandre Grothendieck, bei dem er auch 1968 promoviert wurde (Faisceaux amples sur les schémas en groupes et les espaces homogènes). Ab 1967 war er Professor an der Universität Paris-Süd in Orsay. 1983 bewies er die Manin-Mumford-Vermutung, dass der Schnitt der Jacobi-Varietät {\displaystyle J} einer Kurve {\displaystyle C} mit {\displaystyle C} nur eine endliche Anzahl von Punkten endlicher Ordnung haben kann (außer im Fall {\displaystyle C=J}). Teilresultate erzielte dort schon Fjodor Alexejewitsch Bogomolow und später wurden von Ehud Hrushovski und Jonathan Pila und Umberto Zannier modelltheoretische Beweise gegeben.
1987 erhielt er den Prix Ampère der Académie des sciences und 1995 den Colepreis mit David Harbater für die Lösung der Vermutung von Abhyankar aus dem Jahr 1957, die Raynaud für den Spezialfall der (affinen) Gerade bewies. Die Vermutung fragt nach den möglichen Galois-Gruppen {\displaystyle G} einer an {\displaystyle t} Stellen verzweigten Überlagerung einer Kurve {\displaystyle C} über einem Körper der Charakteristik {\displaystyle p}. Abhyankar vermutete, dass G genau dann eine Galois-Gruppe ist, falls die Anzahl der Erzeuger von {\displaystyle G/p(G)} (wobei {\displaystyle p(G)} die von allen {\displaystyle p}-Sylow-Untergruppen von {\displaystyle G} erzeugte Untergruppe von {\displaystyle G} ist) gleich {\displaystyle 2g+t} ist, wobei {\displaystyle g} das Geschlecht der Kurve bezeichnet.
Raynaud war seit 1994 korrespondierendes Mitglied der französischen Akademie der Wissenschaften. 1970 war er Invited Speaker auf dem Internationalen Mathematikerkongress in Nizza (Variétés abélienne et géométrie rigide).
Er war mit der Mathematikerin Michèle Raynaud (* 1938) verheiratet, die ebenfalls bei Grothendieck promoviert wurde (1972, Universität Paris VII, Théorèmes de Lefschetz en cohomologie cohérente et en cohomologie étale) und Mitarbeiterin im SGA (Séminaire de géométrie algébrique) von Grothendieck war.

## Schriften
- Faisceaux amples sur les schémas en groupes et les espaces homogènes. Springer, 1970.
- Anneaux Locaux Henseliens. Springer, 1970.
- mit Siegfried Bosch, Werner Lütkebohmert: Néron Models. In: Ergebnisse der Mathematik und ihrer Grenzgebiete. Springer, 1990.
- Courbes sur une variété abélienne et points de torsion. In: Inventiones Mathematicae. 71, 1983, 207–233. (Manin-Mumford-Vermutung)
- Sous-variétés d’une variété abélienne et points de torsion. In: Arithmetic and Geometry (Shafarevich volume). Birkhäuser, 1983.
- Around the Mordell conjecture for function fields and a conjecture of Serge Lang. In: Algebraic Geometry. Lecture Notes in Mathematics 1016, Springer, 1983, 1–19.